# 岩下賢一郎
岩下 賢一郎（いわした けんいちろう、1971年10月20日 - ）は、日本のフリーアナウンサー・ディレクター。

## 来歴
- 海城高校、日本大学商学部商業学科卒業[2]。
- 趣味は野球観戦、ライブ鑑賞、ツーリング（原付バイクで）、水泳、テニス。
- 特技は飲み会幹事、時刻表を基にした旅行プランニング。
- 就活指導・アナウンス・話し方講師（Web模擬面接・ES添削・新卒/中途就活相談）「coconala　勝てる話し方」
- 定期的にclubhouseでアナウンサー就活トークを開催

## 略歴
- IBC岩手放送アナウンサー・ディレクター（1995年4月 - 2002年5月）[2]
- エフエム西東京アナウンサー・ディレクター（2002年6月 - 2004年11月）[2]
- フリーランス（2004年12月 - 2005年9月）[2]
- 文化放送制作部ディレクター（2005年10月 - 2006年7月）[2]
- エス・オー・プロモーションアナウンサー（2006年8月 - 2017年6月）[2]
- 栃木放送ディレクター・パーソナリティ（2017年4月 - 2019年3月）[2]
- フリーランス（2019年4月 - ）[2]

## 出演番組
- J-BLOODのポップンロールコレクション（調布エフエム放送・栃木放送）
- ケニー大倉のポップンロールコレクション（調布エフエム放送）
- アントキの猪木 わっしょい！JAPAN（調布エフエム放送）
- 情報モーニン854（FMひがしくるめ）
- ぶらぶらミュージック（FMひがしくるめ）
- FMひがしくるめパーソナリティ・ディレクター
- 調布エフエム放送パーソナリティ・ディレクター